# Холокост (мини-сериал)
«Холокост» (англ. Holocaust) — телевизионный 4-серийный мини-сериал, снятый режиссёром Марвином Чомски. Фильм был показан на канале NBC 16—19 апреля 1978 года.
После его просмотра слово «Холокост» вошло в повседневный лексикон. После выхода на экран сериал посмотрели около 20 миллионов человек — на тот момент примерно треть жителей Западной Германии, и 120 миллионов американцев.

## Сюжет
Фильм рассказывает о судьбе вымышленной семьи немецких евреев Вайссов с середины 1930-х до середины 1940-х годов. Параллельно идёт повествование о персонажах, связанных с Вайссами: немке Инге Хельм-Вайсс, вышедшей замуж за художника Карла Вайсса, и Эрике Дорфе, который высоко поднялся по эсэсовской карьерной лестнице и стал военным преступником.

## В ролях
- Фриц Уивер — доктор Йозеф Вайсс
- Джеймс Вудс — Карл Вайсс
- Мерил Стрип — Инга Хельм-Вайсс
- Джозеф Боттомс — Руди Вайсс
- Майкл Мориарти — Эрик Дорф
- Розмари Харрис — Берта Палиц-Вайсс
- Бланш Бейкер — Анна Вайсс
- Дебора Нортон — Марта Дорф
- Джордж Роуз — Франц Лоуи
- Сэм Уонамейкер — Моисей Вайсс
- Дэвид Уорнер — Гейдрих
- Това Фелдшу — Хелена Сломова
- Тони Хэйгарт — Хайнц Мюллер
- Том Белл — Адольф Эйхман
- Йен Холм — Генрих Гиммлер
- Томас МакКенна — штандартенфюрер СС Пауль Блобель
- Мариус Геринг — Генрих Палиц
- Ли Монтегю — дядя Саша
- Роберт Стивенс — дядя Курт Дорф
- Майкл Бек — Ханс Хелмс
- Кирилл Шапс — заключенный Вайнберг

## Показ сериала в Западной Германии
Журнал Der Spiegel писал, что сериал сделал то, чего не удавалось в течение десятилетий сделать сотням книг, пьес, кинофильмам и телевизионным трансляциям, тысячам документов и всем судебным процессам над нацистами. Он стал темой номер один в разговорах. В редакциях и телестудиях 30 000 раз звонил телефон — большинство сообщало, что были потрясены увиденным. Многие немцы, не имевшие семьи, собирались группами для просмотра сериала, так как смотреть его в одиночестве они были не в состоянии. Еще за несколько недель до демонстрации телефильма высказывались анонимные угрозы, затем пакет взрывчатки весом в 10 кг разрушил линию связи, которая вела к ретранслятору в Валдеше, возле Кобленца; в телестанции в Нотуле вблизи Мюнхена, бомба вывела из строя антенный кабель.

## Награды и номинации
- 1978 — 8 премий «Эмми»: лучший ограниченный сериал (Роберт Бергер, Герберт Бродкин), лучшая режиссура драматического сериала (Марвин Чомски), лучший сценарий драматического сериала (Джеральд Грин), лучший актёр ограниченного сериала (Майкл Мориарти), лучшая актриса ограниченного сериала (Мерил Стрип), лучшая актриса второго плана в комедийном или драматическом сериале (Бланш Бейкер), лучший монтаж драматического сериала, лучший дизайн костюмов для комедийного или драматического сериала; а также 7 номинаций: лучший актёр ограниченного сериала (Фриц Уивер), лучшая актриса ограниченного сериала (Розмари Харрис), лучший актёр второго плана в драматическом сериале (Сэм Уонамейкер и Дэвид Уорнер), лучшая актриса второго плана в драматическом сериале (Товах Фельдшух), лучшая музыка для сериала (Мортон Гулд), лучшая работа художников в драматическом сериале.
- 1979 — премия Гильдии режиссёров США за лучшую режиссуру телефильма (Марвин Чомски).
- 1979 — две премии «Золотой глобус»: лучший актёр в теледраме (Майкл Мориарти), лучшая актриса в теледраме (Розмари Харрис); а также номинация на премию за лучший драматический телесериал.
- 1979 — номинация на премию «Грэмми» за лучший альбом оригинальной музыки к кино- или телефильму (Мортон Гулд).
- 1979 — премия Пибоди.